# Giampiero Becherelli
Giampiero Becherelli (Lastra a Signa, 19 agosto 1929 – Empoli, 14 giugno 2010) è stato un attore e scrittore italiano.

## Biografia
Dopo aver frequentato per breve tempo l'Accademia di Arte Drammatica di Roma, dove si perfezionò con Sergio Tofano, debuttò sul palcoscenico come professionista nel 1960 ne Lo zoo di vetro. Da allora calcò i palcoscenici italiani e internazionali per più di quaranta anni, lavorando insieme ad attori come Renzo Ricci, Evi Maltagliati, Mariangela Melato, Gianrico Tedeschi e Anna Miserocchi e sotto la direzione, fra gli altri, di Giorgio Strehler, Roberto De Simone, Maurizio Scaparro, Giorgio Pressburger.
Noto per la sua voce profonda e potente, fu attivo alla radio per diversi decenni, in special modo nella Compagnia di Prosa di Radio Firenze. Partecipò, inoltre, ad alcuni film e sceneggiati televisivi. A partire dagli anni 90, dedicò il suo tempo anche alla scrittura, pubblicando alcuni libri di racconti e poesie. Nel 1994 ricevette il Fiorino d'oro per la narrativa.

## Prosa radiofonica RAI
- La verità sul caso Motta, di Mario Soldati, trasmessa il 9 aprile 1965.
- Il messaggio di Ermanno Carsana, regia di Umberto Benedetto, trasmessa il 15 giugno 1963.

## Prosa televisiva RAI
- Congedo, regia di Amerigo Gomez, trasmessa il 25 aprile 1962.
- Giocondo Zappaterra, regia di Luigi Di Gianni, trasmessa il 6 gennaio 1965.
- I nobili Ragusei, regia di Kosta Spaic, trasmessa il 13 agosto 1971.
- Don Giovanni, regia di Giulio Bosetti, trasmessa il 6 aprile 1973.
- Il commissario De Vincenzi,  3 episodi, trasmessi tra il 24 marzo e il 9 aprile 1974.
- Stenterello a Tunisi, regia di Mario Ferrero, trasmessa il 22 luglio 1975.
- Maggiore Barbara, regia di Maurizio Scaparro, trasmessa il 12 dicembre 1975.

## Filmografia

### Cinema
- La ragazza di Bube, regia di Luigi Comencini (1963)
- Il commissario di ferro, regia di Stelvio Massi (1978)
- Champagne... e fagioli, regia di Oscar Brazzi (1980)
- Fantasma d'amore, regia di Dino Risi (1981)

### Televisione
- Lungo il fiume e sull'acqua, regia di Alberto Negrin (1973)
- Verdi, regia di Renato Castellani (1982)